# دوري الهوكي الكويتي
دوري الهوكي الكويتي هو البطولة الوطنية للهوكي في دولة الكويت التي تنظمها الاتحاد الكويتي لهوكي الجليد منذ موسم 2008–2009.

## التاريخ والتأسيس
بدأ تنظيم أول دوري رسمي لهوكي الجليد في الكويت في عام 2008 بعد تأسيس الاتحاد الكويتي لهوكي الجليد، واعتماد المنشآت في صالة التزلج الوطنية لتكون المقرّ الرئيسي للمنافسات.

## النظام والشكل
- يتكوّن الدوري من ستة فرق رئيسية تتنافس في دورين ذهاب وإياب، ثم يتأهل أصحاب المراكز الأربعة الأولى إلى الأدوار النهائية (البلاي أوف) لتحديد البطل.[5]
- تشمل الفئات العمرية أيضًا بطولات تحت 20 و15 و12 و10 أعوام، إضافةً إلى دوري النساء.[6]

## الفرق المشاركة
- الكويت ووريورز (Kuwait Warriors)
- الكويت ستارز (Kuwait Stars)
- الكويت فالكونز (Kuwait Falcons)
- الكويت كاميليز (Kuwait Camels)
- الكويت موسهيدز (Kuwait Mooseheads)
- فريق البحرين الضيف أحياناً في البلاي أوف.[3]

## الأبطال والمراكز الأولى
| الموسم    | البطل          | الوصيف         |
| --------- | -------------- | -------------- |
| 2019–2020 | الكويت ستارز   | الكويت ووريورز |
| 2020–2021 | الكويت ووريورز | الكويت ستارز   |
| 2023–2024 | الكويت ستارز   | الكويت فالكونز |

## الاتحادات والعلاقات الدولية
يتبع الدوري الاتحاد الكويتي لهوكي الجليد المعتمد من الاتحاد الدولي لهوكي الجليد (IIHF) منذ عام 2009، مما يتيح للمنتخب الوطني واللاعبين المشاركة في بطولات آسيا والعالم.